# Lilium parvum

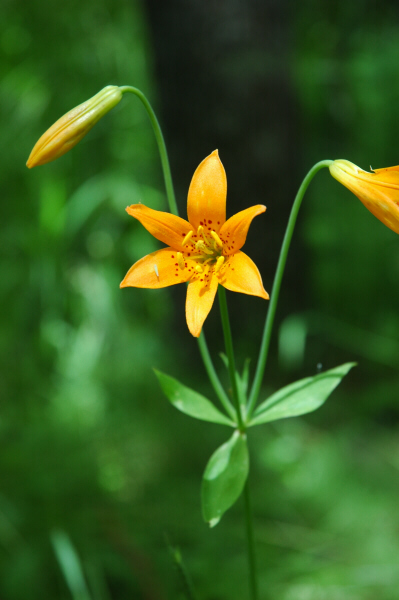
Lilium parvum var. crocatum

Lilium parvum ist eine Art aus der Gattung der Lilien (Lilium) in der amerikanischen Sektion der Gattung innerhalb der Familie der Liliengewächse (Liliaceae).

## Beschreibung
Lilium parvum erreicht eine Wuchshöhe von 90 cm bis 170 cm. Die Zwiebeln sind unsegmentiert und rundlich. Sie bilden Rhizome aus.
Der gerade Stängel selbst bildet keine Wurzeln aus. Die Blätter sind lanzettförmig, bis zu 15 cm lang und bis zu 4,4 cm breit. Sie sind in zwei bis fünf Wirteln aus drei bis dreizehn Blättern angeordnet.
Die Pflanze blüht von Juni bis August mit 1 bis 26 waagerechten Blüten in einer Rispe. Die zwittrigen Blüten sind dreizählig. Die sechs gleichgestalteten Blütenhüllblätter (Tepalen) sind leicht gerollt und 3,2 bis 4,2 cm lang. Die Grundfarbe der Blüten ist häuft orange, seltener gelblich, manchmal mit dunklen braunen oder purpurnen Punkten. Insgesamt ist die Farbgebung von Lilium parvum sehr vielfältig und variabel. Jede Blüte enthält drei Fruchtblätter und sechs Staubblätter. Die Antheren sind blass gelb, orange oder magenta die Pollen sind gelblich bis orange. Die Samen reifen in 2,3 cm bis 3,7 cm großen ovalen Samenkapseln.

## Verbreitung
Die Art ist vom nördlich-zentralen Kalifornien bis ins westliche Nevada heimisch. In niedrigeren Höhenlagen findet sich häufig der gelbe bis orange Typ, in der Sierra Nevada tendiert die Art zu eher roten Blüten. Die purpurne Form findet sich vor allem im El Dorado County.
Lilium parvum braucht einen feuchten Boden, am besten wächst die auf nassen Wiesen oder in Dickichten in der Nähe von Flüssen oder Tümpeln, häufig in der Umgebung von Weiden (Salix spp.) in Höhenlagen zwischen 1400 und 2900 m NN.

## Taxonomie und Systematik
Lilium parvum wurde 1862 von Albert Kellogg in Hesperian (San Francisco) Band 8, Seite 163 erstbeschrieben.
Lilium parvum bildet in der Natur Hybriden mit Lilium pardalinum und Lilium kelleyanum.